# Малинники (Могилёвская область)
Мали́нники (бел. Малíннікi, бел. Малíннік) — деревня и железнодорожная станция в составе Телушского сельсовета Бобруйского района Могилёвской области Белоруссии.

## Этимология
В основе топонима «Малинники» лежит название растения малина.

## Географическое положение
Малинники расположены в 20 км на юго-восток от Бобруйска и в 90 км от Могилёва. Железнодорожная станция расположена на линии Бобруйск — Жлобин. Связи осуществляются по рядом расположенной автодороге Бобруйск — Жлобин.
Планировку составляет короткая прямолинейная улица, перпендикулярная железной дороге и ориентированная меридионально. Деревянная застройка в основном представлена домами усадебного типа.

## История
Свидетельством в пользу заселения данной территории в глубокой древности служит курган высотой 1,4 м и длиной 15 м, расположенный на краю поля в 0,4 км на восток от деревни. Открытие и исследование кургана осуществил в 1978 году П. Ф. Лысенко. По состоянию на 1986 год, сохранность археологического памятника оценивалась как хорошая.
Согласно переписи 1897 года, Малинники представляли собой фольварк в Турковской волости Бобруйского уезда Минской губернии, в котором проживало 64 жителя. В начале XX века в фольварке случился пожар. В масштабах Российской империи в Малинниках профессионально занимался разведением лошадей В. А. Воронцов-Вельяминов, брат Павла Аркадьевича Воронцова-Вельяминова.
В распоряжении сельскохозяйственной артели, которая была создана 1 июня 1921 года, имелось 139 гектаров земли. Создание колхоза «Свобода» последовало в 1930 году. Во время Великой Отечественной войны деревня стала местом деятельности для антифашистской подпольной группы под руководством К. Г. Мавриновича (по другой версии, Лавриновича). В 1943 году усилиями участников группы был взорван поезд противника с пушкой. Вслед за этим в сентябре 1943 году последовало сожжение 8 дворов в деревне. В 1986 году деревня относилась к колхозу имени Мичурина.

## Население
- 1897 год — 34 человека, 2 двора[1]
- 1907 год — 46 человек[1]
- 1917 год — 64 человека[1]
- 1959 год — 73 человека[1]
- 1970 год — 76 человек[1]
- 1986 год — 47 человек, 17 хозяйств[1]
- 2007 год — 18 человек, 8 хозяйств[1]

## Комментарии
1. ↑  Название и ударение даны по: Назвы населеных пунктаў Рэспублікі Беларусь: Магілёўская вобласць: нарматыўны даведнік / І. А. Гапоненка і інш.; пад рэд. В. П. Лемцюговай. — Минск: Тэхналогія, 2007. — С. 83—84. — 406 с. — ISBN 978-985-458-159-0.